# Georg Marcgrave
Georg Marcgrave (en alemany: Georg Marggraf, també escrit com "Marcgraf" "Markgraf") (Liebstadt, 10 de setembre de 1610 – Luanda, 1644) va ser un naturalista i astrònom alemany.

## Vida
Nascut a Liebstadt a l'Electorat de Saxònia, Marcgrave va estudiar botànica, astronomia, matemàtiques, i medicina a Alemanya i Suïssa fins al 1636 quan es traslladà a Leiden als Països Baixos Netherlands.
El 1637, va ser contractat com astrònom d'una companyia naviliera que navegaria per formar una colònia holandesa a Brasil. Va acompanyar Willem Piso, com a metge i governador que s'havia proposat per dirigir les possessions holandeses en aquell territori. Després entrà al servei del Príncep Maurice, de Nassau, el qual li va proporcionar la liberalitat i els mitjans per explorar una part considerable de les terres brasileres. Va arribar-hi a principis del 1638 i va emprendre la primera expedició zoològica, botànica, i astronòmica, explorant diverses parts de la colònia per estudiar la seva geografia i història natural. Viatjà més tard a la costa de Guinea, on va ser víctima de les condicions climàtiques.

## Publicacions
El seu gran mapa del Brasil, considerat un esdeveniment important en l'àmbit de la cartografia, va ser publicat el 1647. Segons Cuvier, Marcgrave va ser el més capaç i el més precís de tot els qui havien descrit la història natural de països remots durant els segles xvi i xvii.
Va ser el coautor (amb Willem Piso) de Historia Naturalis Brasiliae, una obra en vuit volums sobre la botànica i zoologia de Brasil. Aquesta es publicaria el 1648 i seria l'obra per la qual seria més reconegut.